# Anatatha maculifera
Anatatha maculifera är en fjärilsart som beskrevs av Butler 1889. Anatatha maculifera ingår i släktet Anatatha och familjen nattflyn. Inga underarter finns listade i Catalogue of Life.